# Asociaţia Fotbal Club Rocar ANEFS București
L'Asociaţia Fotbal Club Rocar ANEFS București è stata una società di calcio professionistica rumena di Bucarest.
Fondata nel 1953 come Asociaţia Sportivă a Uzinei de Autobuze București, militava nella Liga I, il massimo livello del campionato rumeno. Sciolta nel 2002, fu rifondata nel 2005 come Rocar ANEFS Bucureşti e giocò nella Liga IV fino al 2009, anno del secondo scioglimento.

## Palmarès

### Competizioni nazionali
- Liga III: 4

1969-1970, 1976-1977, 1985-1986, 1988-1989
- Liga IV: 1

2005-2006

### Altri piazzamenti
- Coppa di Romania:

Finalista: 2000-2001
- Liga II:

Secondo posto: 1998-1999
- Liga III:

Secondo posto: 1972-1973